# Oil Spill Response Limited
Die Oil Spill Response Limited (OSRL) ist eine britische Spezialfirma für die weltweite Bekämpfung von Ölverschmutzungen. Die Firma wurde 1985 gegründet und beschäftigt etwa 300 Mitarbeiter an neun Standorten. Anteilseigner sind alle großen Mineralölunternehmen wie zum Beispiel BHP Billiton, Chevron Corporation, Eni, ExxonMobil, Petronas, Saudi Aramco, Royal Dutch Shell, Statoil und Total.

## Finanz- und Firmenstruktur
OSRL ist die größte brancheneigene und von dieser mitfinanzierte Kooperative (Fördergenossenschaft) für Notfallmaßnahmen. Als solche liegt die Erwirtschaftung von Gewinnen nicht im Fokus des Unternehmens. Die Finanzierung erfolgt durch jährliche Beiträge seiner 44 Beteiligten und 118 außerordentlichen Mitglieder, sowie Einkünfte durch Einsatzaktivitäten, wobei letztere eine stetig wichtigere Rolle bei der Finanzierung einnehmen. So stammten ca. 38,1 % des Umsatzes des Jahres 2014 aus den Beiträgen der teilnehmenden Mineralölunternehmen, während es 2013 noch 39,1 %, 2012 39,8 % und 2011 etwa 44 % waren. Der Anteil der Beiträge am Gewinn des Jahres 2014 lag bei geschätzten 27 %.
Das Angebotsspektrum der OSRL umfasst neben einer zentralen Alarmierungsstelle die Bereiche Ausbildung und Training für Spezialisten (wie etwa Unterwasserschweißer), Verleih und Vermittlung von Spezialgeräten (Bergungsschiffe, Material), Einsatzkoordinierung und technische Beratung. Dabei stehen hauptsächlich die Prävention sowie Beseitigung von Ölverschmutzungen auf hoher See und in Küstengewässern im Vordergrund.

## Einsätze
Das Unternehmen hatte 2014 weltweit 16 Einsätze. Davon befanden sich 13 im EMEA-Wirtschaftsraum, einer im asiatisch-pazifischen Raum und zwei im amerikanischen Wirtschaftsraum.
2013 waren es 27 Einsätze, wovon sich 22 in der EMEA-Zone befanden.
In ihrer Geschichte kam die OSRL unter anderem zum Einsatz bei:
| Jahr              | Unglücksort                                                  | + | Unglück                         | Information |
| ----------------- | ------------------------------------------------------------ | - | ------------------------------- | --- |
| 24. März 1989     | Bligh-Riff vor Süd-Alaska, Vereinigte Staaten                |   | Öltanker Exxon Valdez           | Lief auf Grund und löste mit 37.000 Tonnen ausgelaufenem Rohöl eine der größten Umweltkatastrophen der Seefahrt aus.                                      |
| 5. Januar 1993    | Garths Ness vor Shetland, Schottland, Vereinigtes Königreich |   | Öltanker Braer                  | Trieb ohne Motorantrieb während eines Sturms auf Grund, dabei liefen 85.000 Tonnen leichtes Rohöl aus.                                                    |
| 15. Februar 1996  | Unmittelbar vor Milford Haven, Wales, Vereinigtes Königreich |   | Öltanker Sea Empress            | Lief wegen eines Lotsenfehlers vor der Hafeneinfahrt auf Felsen, dabei liefen 71.800 Tonnen Rohöl und 480 Tonnen Schweröl aus.                            |
| 15. Oktober 1997  | Straße von Singapur                                          |   | Öltanker Evoikos                | Das Schiff kollidierte mit der unter Ballast fahrenden Orapin Global, dabei lief ein Teil der 130.000 Tonnen Schweröl der Evoikos aus.                    |
| 12. Dezember 1999 | Südlich von Brest, Bretagne, Frankreich                      |   | Öltanker Erika                  | Das überladene Schiff brach bei 14 Meter hohen Wellen in zwei Teile, 17.000 Tonnen Öl liefen dabei aus.                                                   |
| 3. Oktober 2000   | Ungefähr acht Kilometer südlich der Insel Sentosa, Singapur  |   | Öltanker Natuna Sea             | Der Öltanker fuhr auf ein Riff, 7.000 Tonnen Rohöl liefen aus und trieben auf die Badestrände von Sentosa zu.                                             |
| 13. November 2002 | Golf von Biskaya                                             |   | Öltanker Prestige               | Havarie in einem schweren Sturm, bei der 64.000 von 77.000 geladenen Tonnen Schweröl ausliefen.                                                           |
| 28. Juli 2003     | Unmittelbar im Hafen vor Karatschi, Pakistan                 |   | Öltanker Tasman Spirit          | Zwischen 12.000 und 30.000 Tonnen Rohöl flossen aus, als das Schiff auf Grund lief und insbesondere, als das Schiff am 13. August in zwei Teile zerbrach. |
| 7. Dezember 2007  | 11 km vor der Küste im Gelben Meer, Südkorea                 |   | Öltanker Hebei Spirit           | Ein antriebsloser Schwimmkran rammte den vor Anker liegenden Tanker, dabei liefen 10.500 von 260.000 Tonnen Rohöl aus.                                    |
| 21. August 2009   | Timorsee                                                     |   | Förderplattform Montara         | Nach einem Brand auf der Plattform flossen etwa 4.000 Tonnen Rohöl in die Timorsee.                                                                       |
| 20. April 2010    | Golf von Mexiko                                              |   | Bohrplattform Deepwater Horizon | Wegen eines Blowout fing die Plattform Feuer und sank, das ausströmende Öl führte zur Ölpest im Golf von Mexiko.                                          |
| 5. Oktober 2011   | Astrolabe Reef, Neuseeland                                   |   | Containerschiff Rena            | Lief auf ein Korallenriff, wobei ein Teil der 1.500 bis 2.000 Tonnen Schweröl den Ölunfall vor Neuseeland verursachte.                                    |
| 20. Dezember 2011 | 120 km südwestlich des Nigerdeltas                           |   | Unfall im Bonga-Ölfeld          | Beim Beladen eines Öltankers liefen um die 5.000 Tonnen Rohöl ins Meer.                                                                                   |
| 27. Juli 2013     | Golf von Thailand                                            |   | Unfall im Rayong                | Aus einem Leck der Unterwasser-Pipeline von der PTT Global Chemical strömten 20 Kilometer vor der Küste um die 50.000 Liter Öl in den Golf von Thailand.  |

## Flotte

### Flugzeuge

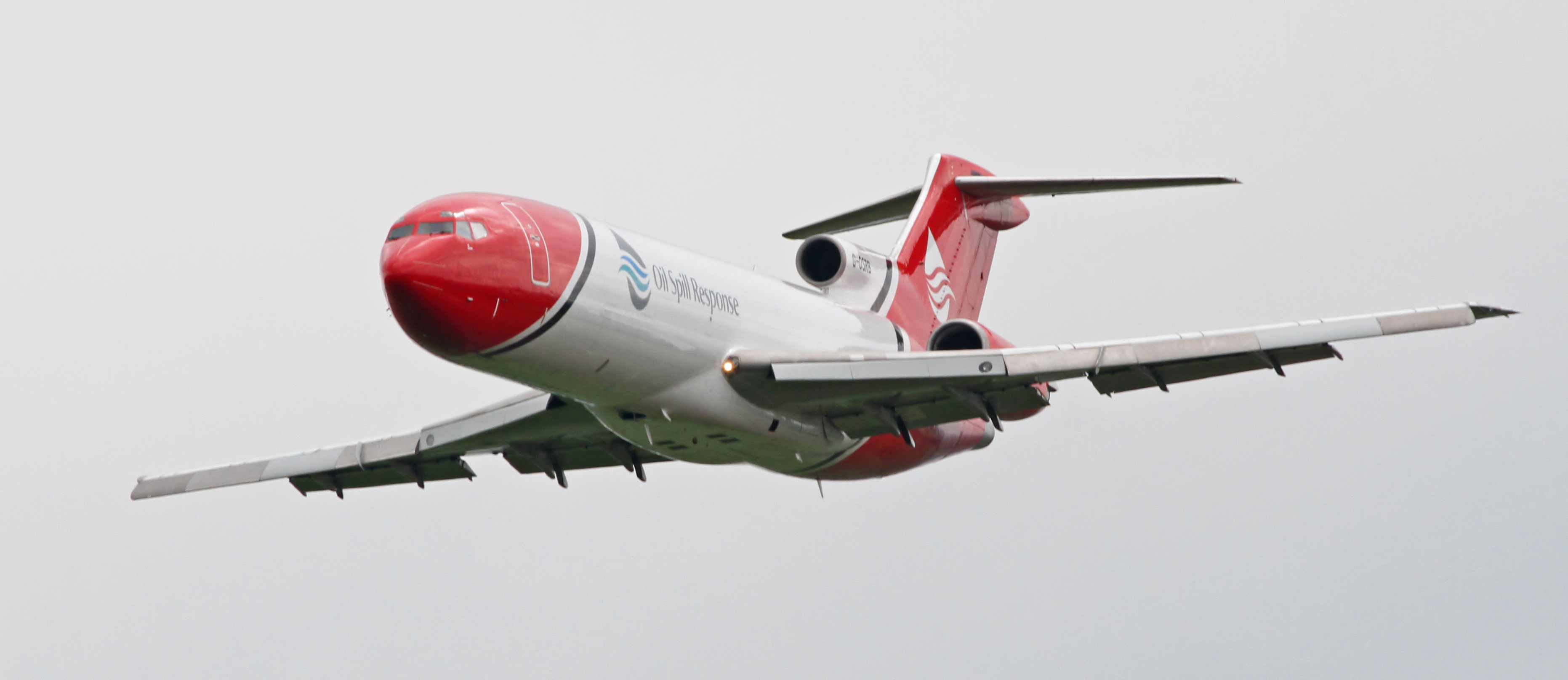
Die als Sprühflugzeug umgebaute Boeing 727-2S2F (G-OSRB) der OSRL

OSRL setzt zur Bekämpfung von Ölverschmutzungen eine Flotte von Sprühflugzeugen ein, dazu gehören:
- Boeing 727

Seit 2014 verfügt OSRL über zwei ehemalige FedEx-Frachtflugzeuge des Typs Boeing 727-252F (G-OSRA und G-OSRB), die umgebaut wurden. Betrieben werden die beiden B-727 von der Firma T2 Aviation und sollen die bisher eingesetzte C-130 ersetzen. Während das eine Flugzeug über eine Anlage verfügt, welche bis 15.000 Liter chemische Trennmittel mitführen und versprühen kann, ist die zweite Boeing für Materialtransporte vorgesehen. Deren Basis ist der Flughafen London Southend
- Embraer EMB 110
- Lockheed C-130

Wurden ursprünglich als Sprühflugzeuge eingesetzt, aber aufgrund des Alters der Flugzeuge wurde der Unterhalt immer teurer. Werden deshalb durch die Boeing abgelöst und in Zukunft als Frachtflugzeuge eingesetzt.
- Piper PA-31